# Selo pri Vranskem
Selo pri Vranskem – wieś w Słowenii, w gminie Vransko. W 2018 roku liczyła 56 mieszkańców.